# Unione Sportiva Pro Sesto 1945-1946
Questa voce raccoglie le informazioni riguardanti  l'Unione Sportiva Pro Sesto nelle competizioni ufficiali della stagione 1945-1946.

## Stagione
La sera di martedì 29 maggio 1945 ad un mese dal termine della guerra, un gruppo di sportivi si riunisce al caffè Carducci e dopo un'ora di discussione viene varata l'Unione Sportiva Pro Sesto, disputa il campionato Alta Italia di Serie B e C, si piazza in ottava posizione con 19 punti in classifica, il torneo è stato vinto con 33 punti dalla Cremonese davanti alla Pro Patria con 28 punti. Nella nuova Pro Sesto vengono scelti Beccari, Castoldi, Puricelli e Sangiorgi della Breda, Bossi, Cereda, Comitani, Galbiati, Maurizi, Pirovano, Sanvito, Teruzzi e Trezzi della Falck, l'attaccante Merlin dalla Pirelli, e rinforzata da due sestesi, Meregalli dalla Reggiana e Corti dalla Cremonese.

## Rosa
| N. |                   | Ruolo | Calciatore          |
| -- | ----------------- | ----- | ------------------- |
|    | Italia (bandiera) | A     | Francesco Alberti   |
|    | Italia (bandiera) | C     | Luigi Beccari       |
|    | Italia (bandiera) | P     | Aristide Bossi      |
|    | Italia (bandiera) | C     | Marcello Castoldi   |
|    | Italia (bandiera) | C     | Piero Cereda        |
|    | Italia (bandiera) | C     | Carlo Colombo       |
|    | Italia (bandiera) | D     | Giuseppe Comitani   |
|    | Italia (bandiera) | A     | Remo Cossio         |
|    | Italia (bandiera) | A     | Giovanni Farina     |
|    | Italia (bandiera) | A     | Costantino Galbiati |
|    | Italia (bandiera) | P     | Giordano Grassi     |
|    | Italia (bandiera) | D     | Egidio Lorenzi      |
|    | Italia (bandiera) | C     | Elvio Matè          |

| N. |                   | Ruolo | Calciatore           |
| -- | ----------------- | ----- | -------------------- |
|    | Italia (bandiera) | P     | Bruno Maurizi        |
|    | Italia (bandiera) | C     | Francesco Meregalli  |
|    | Italia (bandiera) | A     | Renzo Merlin         |
|    | Italia (bandiera) | A     | Antonino Pietta      |
|    | Italia (bandiera) | A     | Enrico Pirovano (II) |
|    | Italia (bandiera) | A     | Luigi Pozzi          |
|    | Italia (bandiera) | C     | Mario Puricelli      |
|    | Italia (bandiera) | C     | Giordano Sangiorgio  |
|    | Italia (bandiera) | D     | Giosuè Sanvito       |
|    | Italia (bandiera) | A     | Luigi Soffrido       |
|    | Italia (bandiera) | D     | Erminio Teruzzi      |
|    | Italia (bandiera) | A     | Piero Togni          |
|    | Italia (bandiera) | C     | Mario Tosolini       |

## Risultati

### Serie B-C (Girone B)

#### Girone di andata
| Legnano 14 ottobre 1945 1ª giornata | Legnano         | 0 – 0 | Pro Sesto | Stadio Comunale\| Arbitro: \| Cicardi (Lecco) \| |
| Arbitro:                            | Cicardi (Lecco) |       |           |                                                  |

| Arbitro: | Sorbi (Firenze) |

|                     |           |           |
| Tosolini 53’ (rig.) | Marcatori | 59’ Verza |

| Arbitro: | Parazzi (Genova) |

|                  |           |                          |
| Confalonieri 60’ | Marcatori | 31’ Tosolini 74’ Alberti |

| Arbitro: | Morielli (Genova) |

|          |           |  |
| Soffrido | Marcatori |  |

| Gallarate 18 novembre 1945 5ª giornata | Gallaratese       | 0 – 0 | Pro Sesto | Stadio Alessandro Maino\| Arbitro: \| Franzi (Vercelli) \| |
| Arbitro:                               | Franzi (Vercelli) |       |           |                                                            |

| Arbitro: | Maglio (Torino) |

|  |           |                  |
|  | Marcatori | 2’ 17’ 63’ Capra |

| Arbitro: | Porcellana (Genova) |

|                           |           |  |
| Tosolini 53’ Galbiati 83’ | Marcatori |  |

| Arbitro: | Agnolin (Bassano del Grappa) |

|             |           |  |
| Borsari 31’ | Marcatori |  |

| Arbitro: | Morielli (Genova) |

|                                               |           |                           |
| Soffrido 25’ 29’ Alberti 36’ 75’ Soffrido 87’ | Marcatori | 57’ Cadregari 77’ Granata |

| Sesto San Giovanni 23 dicembre 1945 10ª giornata | Pro Sesto                    | 0 – 0 | Pro Patria | Stadio Breda\| Arbitro: \| Agnolin (Bassano del Grappa) \| |
| Arbitro:                                         | Agnolin (Bassano del Grappa) |       |            |                                                            |

| Arbitro: | Picasso (Milano) |

|           |           |  |
| Mazza 50’ | Marcatori |  |

#### Girone di ritorno
| Arbitro: | Mondani (Milano) |

|            |           |           |
| Merlin 30’ | Marcatori | 32’ Colpo |

| Arbitro: | Poggipollini (Ferrara) |

|           |           |  |
| Menti 23’ | Marcatori |  |

| Arbitro: | Zambotto (Padova) |

|                                      |           |  |
| Galbiati 65’ Merlin 83’ Soffrido 88’ | Marcatori |  |

| Arbitro: | Monti (Genova) |

|                          |           |  |
| Cattaneo 20’ Pesenti 45’ | Marcatori |  |

| Sesto San Giovanni 17 febbraio 1946 16ª giornata | Pro Sesto         | 0 – 0 | Gallaratese | Stadio Breda\| Arbitro: \| Bernardi (Genova) \| |
| Arbitro:                                         | Bernardi (Genova) |       |             |                                                 |

| Arbitro: | Nerozzi (Verona) |

|            |           |                   |
| Barera 72’ | Marcatori | 81’ (aut.) Brasca |

| Arbitro: | Camiolo (Milano) |

|           |           |  |
| Renica 6’ | Marcatori |  |

| Arbitro: | Gambarelli (Bergamo) |

|                                    |           |          |
| Tosolini 39’ Pozzi 75’ Alberti 88’ | Marcatori | 54’ Asti |

| Arbitro: | Esposito (Portici) |

|               |           |  |
| Cadregari 43’ | Marcatori |  |

| Arbitro: | Tibaldi (Savona) |

|                           |           |  |
| Turconi II 51’ Molina 75’ | Marcatori |  |

| Arbitro: | Zilli (Reggio Emilia) |

|            |           |                      |
| Merlin 23’ | Marcatori | 32’ Moretti 64’ Olmi |